# Ободівський район
Ободі́вський райо́н — колишній район Тульчинської і Вінницької округ, Вінницької області.

## Історія
Утворений 7 березня 1923 з частин Ободівської, Тростянецької і П'ятківської волостей з центром в Ободівці у складі Тульчинської округи Подільської губернії.
1 липня 1930 Тульчинська округа розформована, район перейшов до Вінницької округи.
15 вересня 1930 після скасування округ підпорядковується безпосередньо Українській РСР.
Розформований 3 лютого 1931 з віднесенням території до складу Чечельницького району.
Відновлений 13 лютого 1935 як складова частина Вінницької області. До складу району включені Старо-Цибулівська, Ново-Цибулівська, Будянська, Павлівська, Ново-Ободівська, Бандурівська, Жабокричківська, Татарівська, Верхівська, Мало-Стратіївська, Старо-Ободівська, Торканівська та Каташинська сільради, вилучені зі складу Чечельницького району.
Ліквідований 21 січня 1959 з передачею території до Крижопільського, Тростянецького і Чечельницького районів.